# Rangamati
Rangamati (en bengalí: রাঙ্গামাটি, Rāṅgāmāṭi) es la capital de Kapas Mahal o Jumland. La ciudad tenía 68.526 habitantes en 2001. Esta ciudad, situada a orillas del río Karnaphuli (Borgang), fue fundada en 1874 por el rey chakma, Harish Chandra Rai, al dejar uno de sus antiguos palacios de invierno, el de Raja Nogor (Raja Nagar) a Rangunia.
Hoy en día, la vieja Rangamati y el palacio real se encuentran bajo las aguas del embalse o lago Kaptai, creado por la construcción de una central hidroeléctrica terminada en 1962. La nueva Rangamati se encuentra en  "la cima de las montañas" en medio de un exuberante paisaje tropical. Alberga uno de los centros budistas más importantes de Asia,  Raj Vihar Bono. Cerca de este kyong (templo budista), se encuentra el actual palacio real del rey chakma Devasish Roy.

## Lugares principales
- Puente Hanging o, en bengalí, Jhulonto
- Lago Kaptain
- Museo Tribal establecido en 1978 , administrado por el Tribal Cultural Institute.